# 稲庭渉
稲庭 渉（いなにわ わたる、1994年3月1日 - ）は、日本のスーツアクター。新潟県出身。主にウルトラシリーズに出演。

## 出演

### テレビドラマ
- ウルトラマンギンガS（2014年）
- ウルトラマンX（2015年） - アクマニヤ星人
- ウルトラマンオーブ（2016年） - ゴメスS、ゾフィー[1]
- ウルトラマンジード（2017年） - ウルトラマンジャック
- ウルトラマンタイガ（2019年） - ウルトラマンブル
- 超速パラヒーロー ガンディーン（2021年） - ガンディーン[2]
- ウルトラマン ニュージェネレーション スターズ（2023年）

### 映画
- 劇場版 ウルトラマンX きたぞ!われらのウルトラマン（2016年3月12日）
- 劇場版 ウルトラマンオーブ 絆の力、おかりします!（2017年3月11日） - 地獄星人ヒッポリト星人カリスト
- 劇場版 ウルトラマンタイガ ニュージェネクライマックス（2020年8月7日） - ウルトラマンブル
- セイバー+ゼンカイジャー スーパーヒーロー戦記（2021年7月22日）

### Webドラマ
- ウルトラマンオーブ THE ORIGIN SAGA（2016年 - 2017年）
- ウルトラ怪獣散歩
- ウルトラギャラクシーファイト ニュージェネレーションヒーローズ（2019年）
- ウルトラギャラクシーファイト 大いなる陰謀（2020年 ‐ 2021年）
- ウルトラギャラクシーファイト 運命の衝突（2022年）
- ウルトラマンレグロス（2023年） - アルビオ
- ウルトラマンレグロス ファーストミッション（2023年）

### 舞台
- とびでるなかみ（2017年）

### その他
- グリッドナイトファイト（2021年） - グリッドナイト[3]